# スラブ打ち
スラブ打ち（スラブうち）、ないし、スラブ打つ（スラブうつ）は、おもに鉄筋コンクリート造の家を建てる際の、上棟式に相当する沖縄県の風習。
沖縄県ではコンクリート造の建物の天井スラブを打つ、すなわち、天井部分にコンクリートを流し込む作業のことを指して「スラブ打ち」とよぶ。これが終わると建物の外観が整うため、建設途中の区切りとされる。このため、これを祝って、施主が職人たちに慰労の振る舞いをする習慣が、鉄筋コンクリート造の家屋が多い沖縄県に成立したものである。
振る舞われる料理としてはヒージャー汁（山羊汁）が伝統的とされるが、人によって好き嫌いがあることを配慮し、ソーキ汁、牛汁などの肉汁もよく用いられる。また、簡単にお茶やお弁当だけの用意で済ます場合や、特に何もしない場合もある。いずれの料理にせよ、現代ではケータリングなどによることが一般的である。